# Michael Johnson (friidrottare)
Michael Johnson, född 13 september 1967 i Dallas, Texas  är en  amerikansk friidrottare och en av de främsta friidrottsmännen genom tiderna. Han slog igenom i slutet av 1980-talet och dominerade sina specialdistanser 200 och 400 meter i drygt ett decennium innan han drog sig tillbaka.

## Karriär

### Tidiga år
Michael Johnsons första VM-guld vann han i Tokyo 1991 när han krossade konkurrenterna på 200 meter. Hade det inte blåst kraftig motvind hade troligen gällande världsrekordet "krossats" redan då. Schemat i OS och VM var dock upplagt så att en dubblering på 200 och 400 meter var omöjlig. Till VM i Göteborg 1995 hade man anpassat programmet så att Johnson kunde dubblera och han krossade motståndet på båda distanserna.

### 1996
Trots sin överlägsenhet hade Johnson i mitten av 1990-talet ännu inte satt något världsrekord utomhus. Det första kom till slut i OS-uttagningarna 1996 då han sprang 200 meter på 19,66 sek och slog Pietro Menneas 17 år gamla världsrekord. Några månader senare vann han både 200 och 400 meter i OS, den förste någonsin som klarade av den bedriften.
I 200-metersfinalen i OS satte Johnson världsrekord med marginal då han vann på 19,32 sek (med splittiderna för varje hundra meter 10,12/9,20). Detta var ett rekord som definitivt garanterade Michael Johnson en framskjuten plats i friidrottshistorien. Det stod sig ända till 20 augusti 2008 då det slogs av Usain Bolt vid OS i Beijing med tiden 19,30, för att i VM 2009 putsas ner till 19,19 av samma Bolt.

### Senare år
I VM 1999 slog Johnson slutligen även världsrekordet på 400 meter med tiden 43,18 sekunder. Men han har inte längre världsrekordet på 400 inomhus, det har amerikanen Kerron Clement. Han sprang slutsträckan i VM 1993 för USA och satte det ännu gällande världsrekordet på 4 x 400 meter stafett med 2.54,29. Johnson avverkade sin sträcka på 42,93.
Michael Johnsons sista stora mästerskap var OS 2000 i Sydney, då han vann guld på 400 meter och stafett 4 x 400 meter. Huruvida amerikanerna förtjänade denna guldmedalj har i efterhand diskuterats till följd av Alvin Harrisons positiva dopningsprov. 2 augusti 2008 beslutade Internationella olympiska kommittén att diskvalificera det amerikanska laget sedan Antonio Pettigrew erkänt dopning och Johnson fick återlämna sin guldmedalj.

### Johnson mot Bailey 1997
Den icke officiella titeln som "världens snabbaste man" går vanligtvis till den olympiske (eller världs-) mästaren på 100 meter. Men 1996 var det många, speciellt amerikaner, som pekade på att Johnsons nysatta världsrekord på 200 meter (19.32) var snabbare än Donovan Baileys rekord (9.84) på 100 meter (om man splittar 200 meter-världsrekordet ger det 9.66 s per 100 meter). 1997 började Johnson i TV-framträdanden tala om sig själv som "världens snabbaste man". Bailey vägrade till en början att anta utmaningen och menade att världens snabbaste man avgjordes i de olympiska spelen i Atlanta 1996 där han vann på 100 meter. Ett möte mellan dem i Torontos SkyDome (heter numera Rogers Centre) den 31 maj 1997 bokades in.
Loppet bestod av 75 m kurva och 75 m raksträcka, en unik bana. Bailey överraskades av detta men bestämde sig för att springa ändå. Löparna tog position med Bailey på innerbanan och Johnson på den yttre. Det hela slutade dock i ett antiklimax då Johnson skadades efter cirka 110 m och Bailey kunde enkelt vinna loppet och förstapriset på 1,5 miljoner dollar. Johnson fick 500.000 dollar. Baileys tid i mål var 15,00 sekunder (icke officiell tid, då det inte var på en normal bana). Vissa anser att Johnson löpte normalt tills Bailey hann ikapp honom.

## Världsrekord
- 1992 – 4×400 meter med USA:s landslag (2.55,74 min)
- 1993 – 4×400 meter med USA:s landslag (2.54,29 min)
- 1995 – 400 meter inomhus (44,97 A)
- 1995 – 400 meter inomhus (44,63 s.) (gällde fram till 2005)
- 1996 – 200 meter (19,66 s.)
- 1996 – 200 meter (19,32 s.) (gällde fram till 2008)
- 1998 – 4×400 meter med USA:s landslag (2.54,20 min) (nu gällande)
- 1999 – 400 meter (43,18 s.) (gällde fram till 2016)